# Netanya
Netanya  (en hébreu : נְתַנְיָה) ou Natanya, est une ville d’Israël située dans le district centre, à 29 km au nord de Tel Aviv-Jaffa. Elle est devenue la capitale de la plaine de Sharon. Le territoire de la commune couvre 29 km2 et sa population en 2022 atteint 225 321 habitants.

## Histoire
La cité est fondée en 1929 par des cultivateurs d'agrumes sur des terres vierges, et sur des terres arabes achetées par l'organisation Bnei Binyamin qui œuvre à la fondation de la ville. La ville est nommée d'après le philanthrope américain Nathan Straus.
Sa proximité avec la ville palestinienne de Tulkarem, en Cisjordanie, située à 14 km et gérée par l'Autorité palestinienne, la rend vulnérable à des attaques terroristes d'activistes palestiniens. En mars 2002, Netanya est ainsi le lieu de l'attentat de l'hôtel Park, causant la mort de 30 personnes et en blessant grièvement 144 dans cet attentat attribué au mouvement Hamas.
La construction du mur de séparation entre Israël et les territoires palestiniens entraîne une nette diminution du nombre d'attentats terroristes à Netanya depuis 2004 — le dernier attentat-suicide y a lieu en 2005.

Le regain de sécurité dans la ville contribue à une hausse de la demande de logements et au développement de nombreux nouveaux quartiers, à l'exemple de Ir Yamim ou Agamim, situés au sud de la ville. Un nombre considérable de tours d'habitation pouvant atteindre 40 étages y sont construites pour faire face à la demande. Malgré cet effort de construction, la ville connaît depuis 2020 une explosion des prix de l'immobilier.

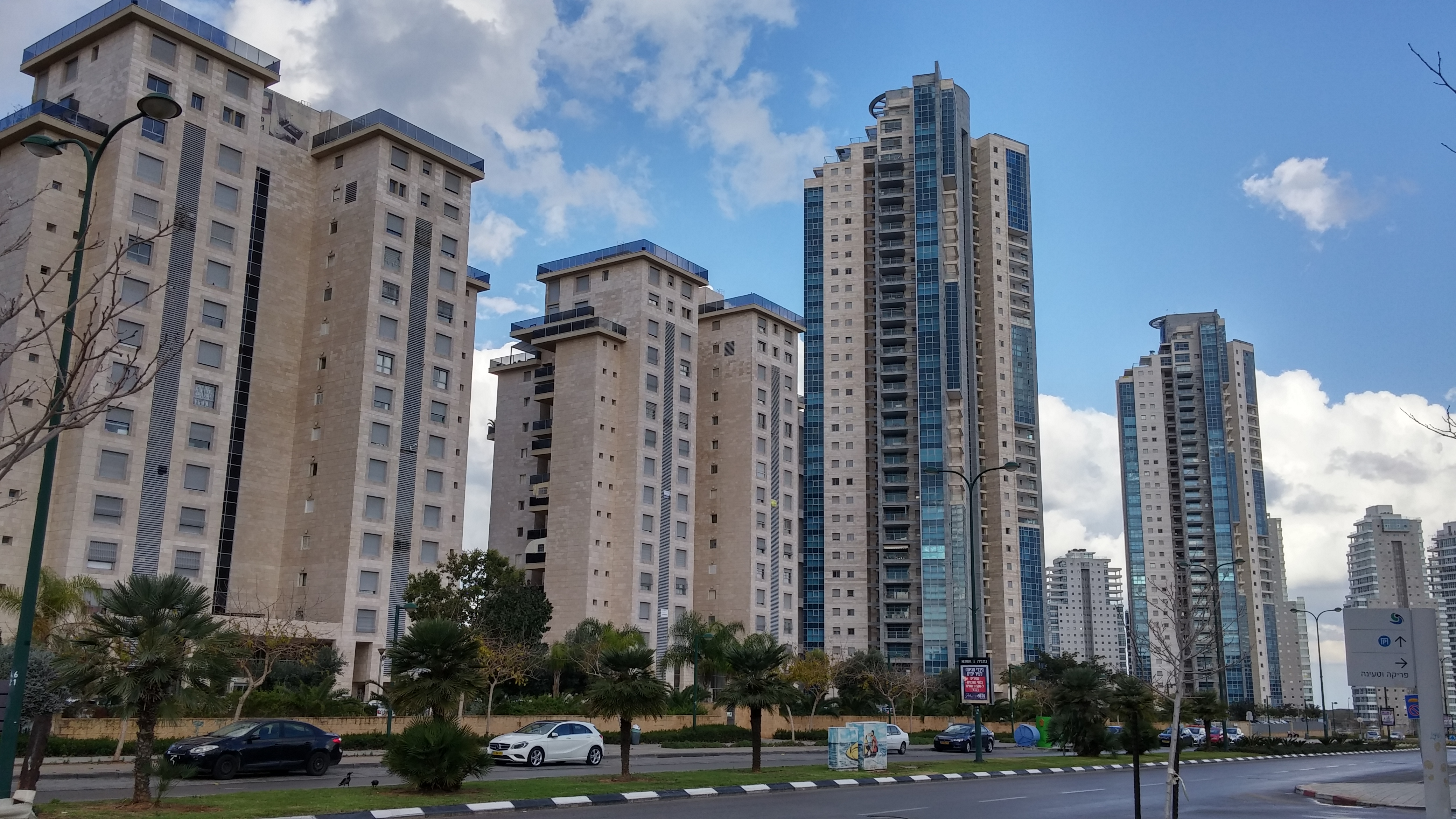
Quartier Ir Yamim, au sud de Netanya.

Netanya a la particularité d'être le centre principal de la francophonie en Israël,. Entendre parler français dans la rue est assez courant. Beaucoup de commerces et de restaurants possèdent un pignon, une devanture ou des menus en français. De nombreux panneaux publicitaires sont écrits également en français. On estime qu'un tiers des habitants de Netanya sont français.
La ville profite désormais d'un flux touristique important, grâce à ses plages et sa proximité avec la ville de Tel Aviv.

## Liste des maires

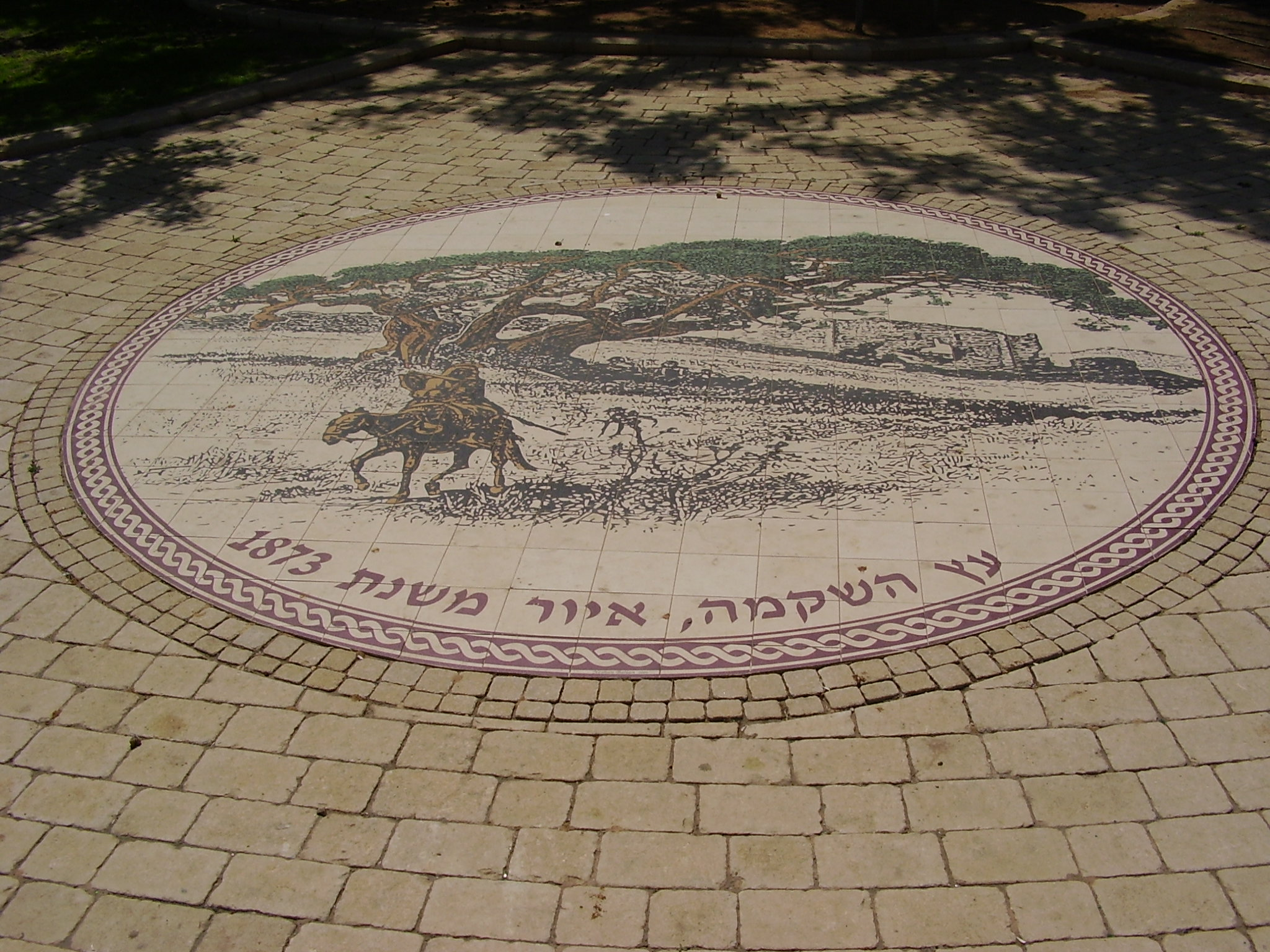
Reproduction en mosaïque au sol d'une peinture de 1873 représentant le vieux sycomore de Netanya.

| Nom                       | Mandat    |
| ------------------------- | --------- |
| Oved Ben-Ami              | 1929-1957 |
| Moshe Shaked              | 1957-1959 |
| David Pokes               | 1959-1961 |
| Oved Ben-Ami              | 1961-1964 |
| Moshe Shaked              | 1965-1968 |
| Abraham Ber Manh'im       | 1968-1969 |
| Oved Ben-Ami              | 1969-1974 |
| Abraham Ber Manh'im       | 1974-1978 |
| Ruben Kaligler            | 1979-1983 |
| Yoel Alraï                | 1983-1993 |
| Tsvi Poleg                | 1993-1998 |
| Vered Sevid               | 1998      |
| Miriam Feirberg Ikar (en) | 1998-     |

## Démographie

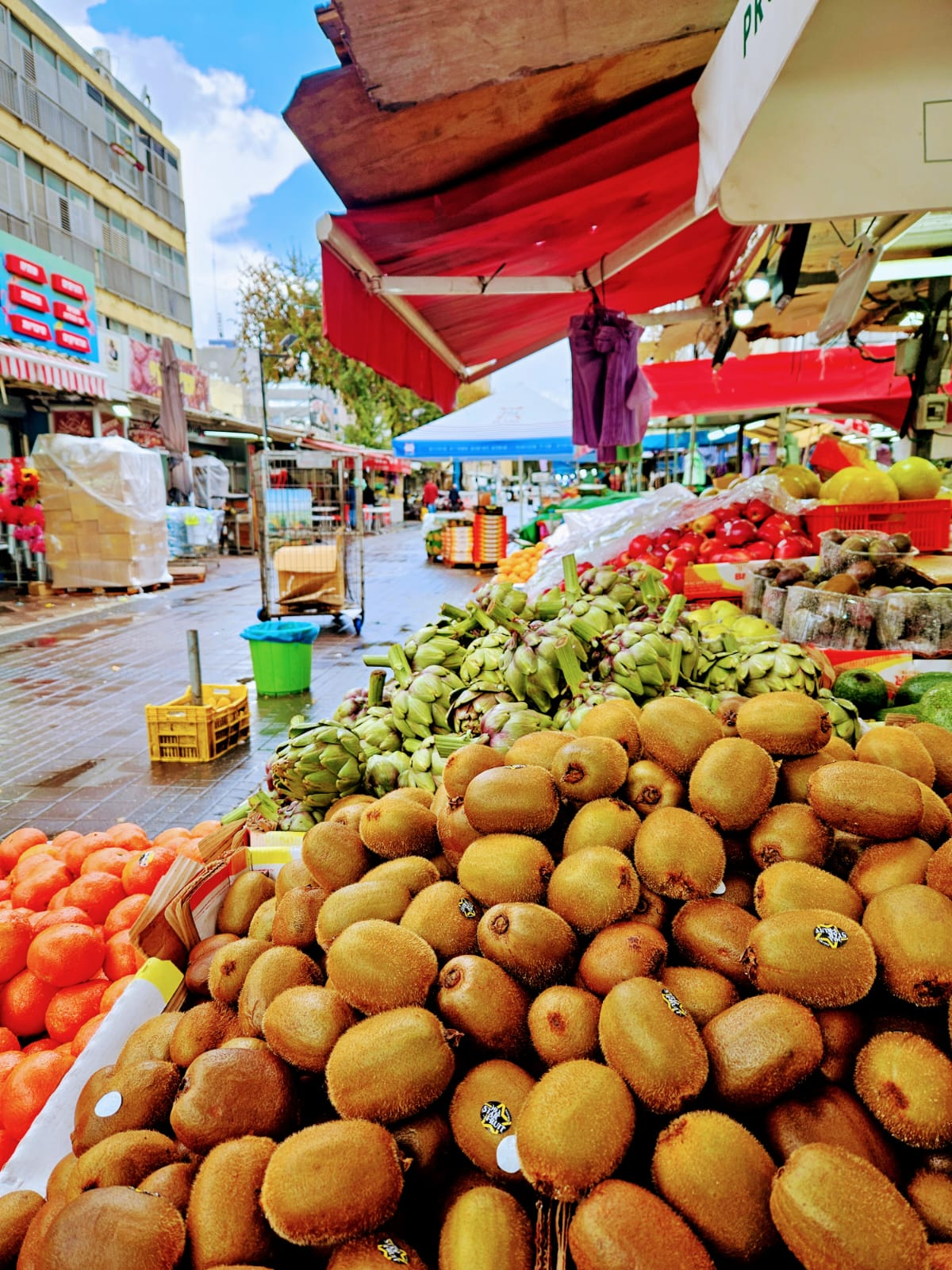
Partie du marché (shouk) de Netanya avec ses fruits et légumes de provenance locale.

Le recensement de 2019 fait apparaître que la ville est peuplée à 99,8 % de Juifs, sans population arabe (cf. Démographie d'Israël).
La répartition par classe d'âge est la suivante :
- 31,1 % de 0–19 ans,
- 15,3 % de 20–29 ans,
- 17,2 % de 30–44 ans,
- 17,4 % de 45–59 ans,
- 04,2 % de 60–64 ans,
- 14,9 % de 65 ans et plus.

Le taux de croissance annuel atteint 1,3 % en 2022.
Selon le Bureau central des statistiques d'Israël (CBS, (he) למ"ס), la population de Netanya est estimée à 225 321 habitants en 2022 ; ce qui en fait la 7e ville du pays pour sa population.
Netanya est l'une des villes où réside le plus grand nombre d'immigrants francophones en Israël (plus de 34 % de la population parle français,) car elle est aussi la ville qui accueille le plus de nouveaux immigrants français en Israël.

## Ville fleurie
En 2007, la ville de Netanya est élue l'une des villes les plus fleuries du pays. En effet, lors de l'afflux d'immigrés juifs en 2006, le maire décide de changer l'aspect de la ville, en rajoutant de nombreux massifs de fleurs. L'ascenseur qui donne accès à la plage fait aussi partie de cette modification.

## Éducation
Selon le Bureau central des statistiques d'Israël, Netanya compte 30 975 étudiants dans 46 écoles élémentaires (15 602 élèves) et 33 écoles supérieures (15 373 élèves).[Quand ?]
Elle accueille une grande université privée, le Netanya Academic College. De nombreux francophones y étudient et de nombreuses personnalités politiques françaises s'y rendent régulièrement pour tenir des conférences.

## Tourisme

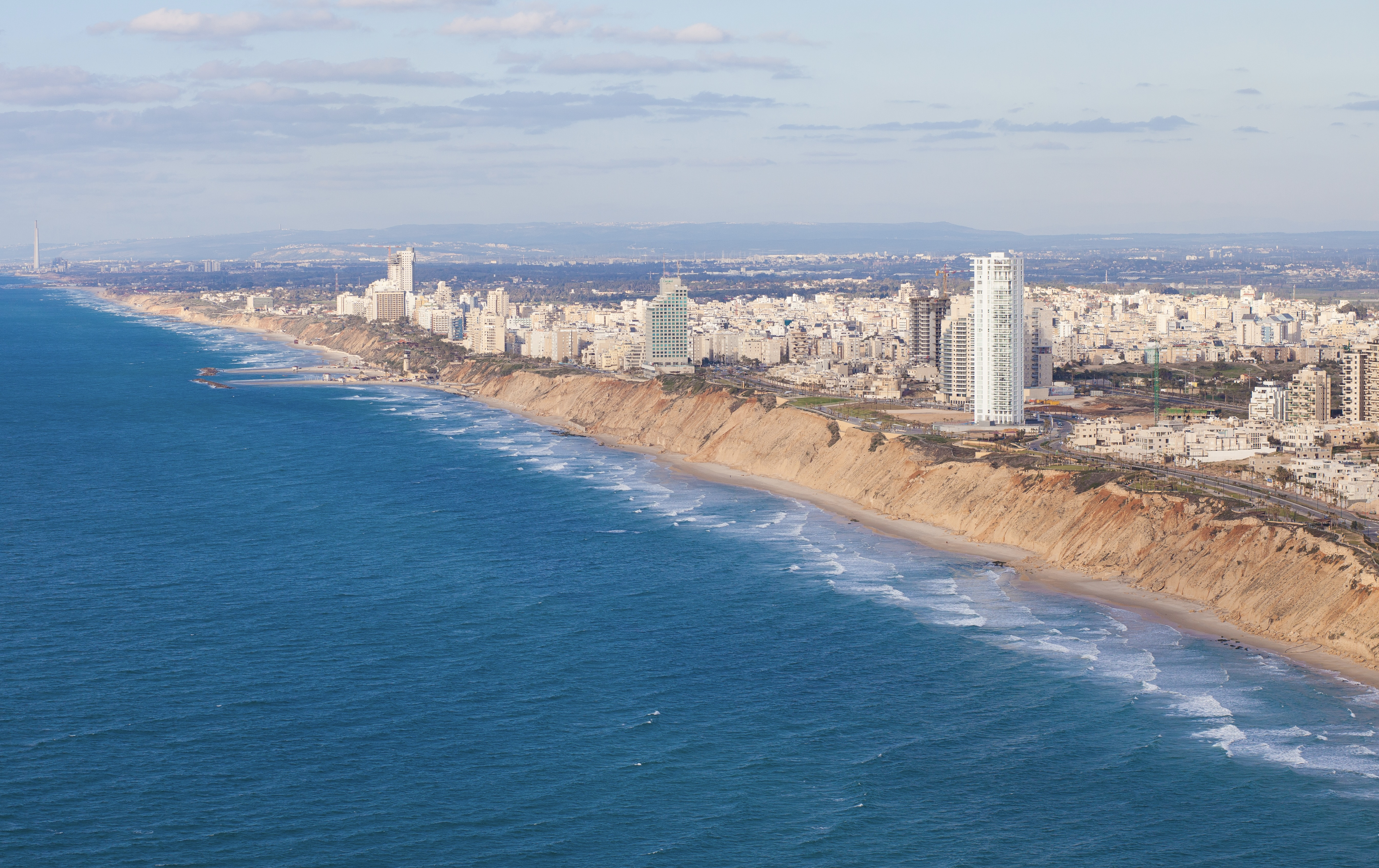
Hôtels et immeubles d'habitation sur le littoral de Netanya.

Le long littoral de Netanya (11 km) et ses nombreuses plages (8 stations balnéaires) conduisent au développement d'une industrie touristique florissante, avec de nombreux hôtels, restaurants et galeries commerciales comme le Canyon à l'entrée de la ville.
Netanya compte également trois parcs et réserves naturelles :
- le parc Netanya aménagé autour de la Mare d'Hiver comprend un parc d'aventures couvrant une superficie de 2 ha avec jeux en bois et aires de pique-nique ;
- la réserve naturelle des Iris qui héberge la plus grande quantité d’Iris atropurpurea au monde ;
- la réserve Bitan Aharon comprend des cavernes de l'époque byzantine.Promenade de la falaise dans la zone centrale de Netanya ; en arrière-plan, l'hôtel Carmel et des parapentes.

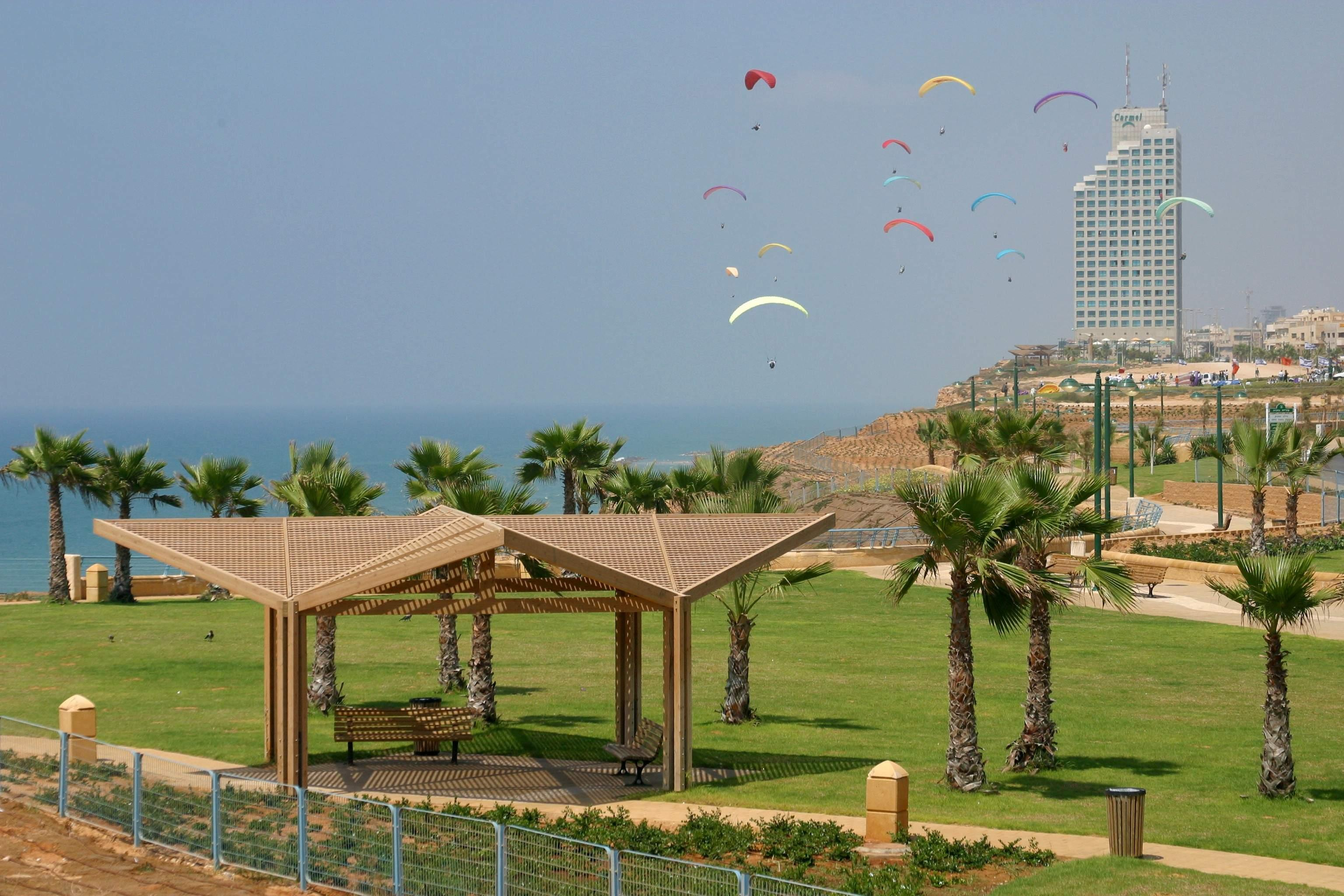
Promenade de la falaise dans la zone centrale de Netanya ; en arrière-plan, l'hôtel Carmel et des parapentes.

En mars 2006, le milliardaire américain et futur président des États-Unis Donald Trump annonce sa volonté de bâtir un hôtel à Netanya,. Le projet est cependant abandonné.
En 2012, le président russe Vladimir Poutine y inaugure un mémorial aux soldats de l'Armée rouge,.
La ville compte depuis les années 2010 de nombreux hôtels de luxe, principalement situés au sud de la ville.

## Sports

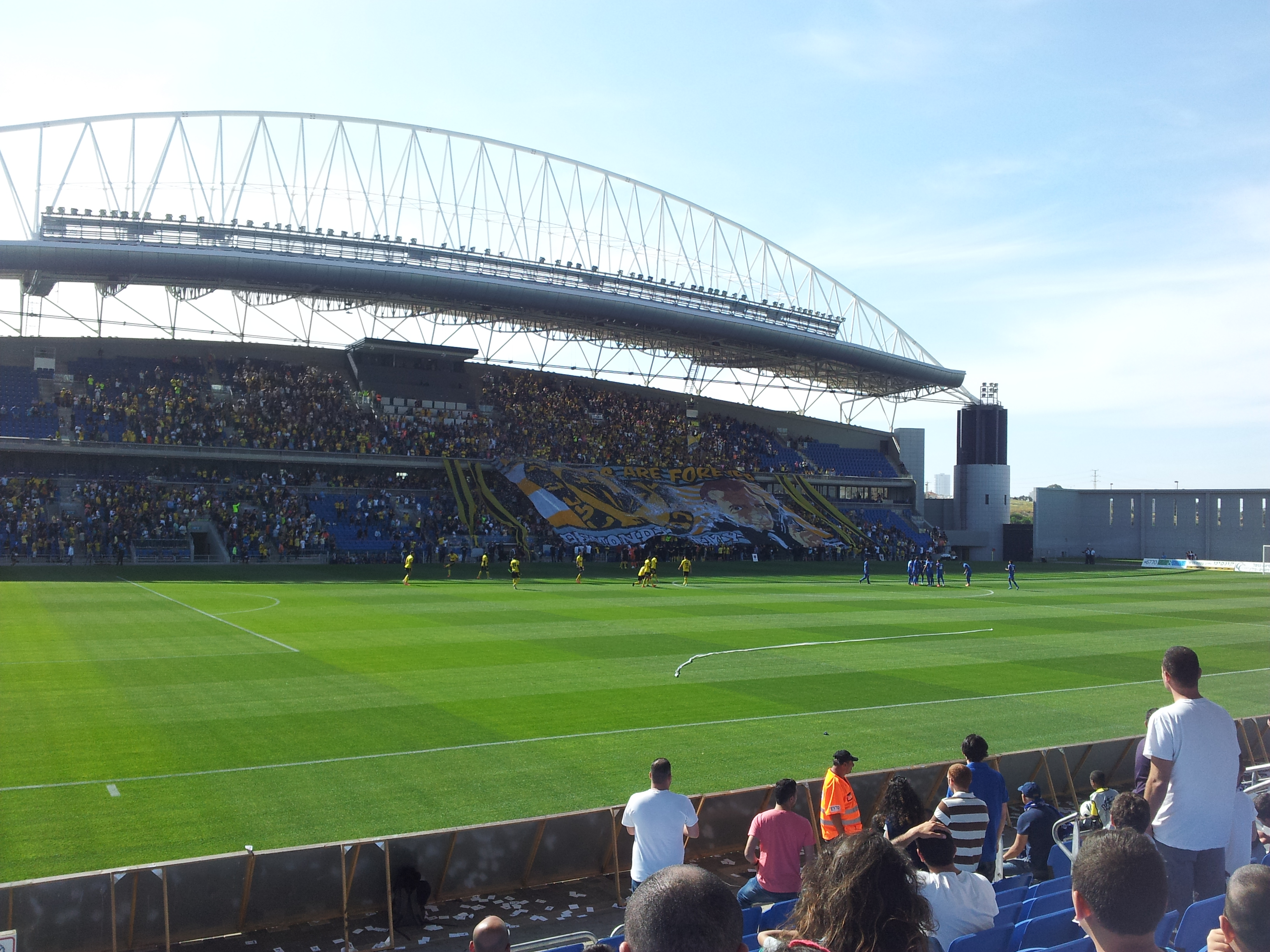
Stade municipal de Netanya

Netanya compte trois clubs de football, dont le principal est le Maccabi Netanya, cinq fois vainqueur du championnat national et une fois de la Coupe d'Israël, et dispose d'un stade ayant une capacité de 13 800 places.
La ville dispose également d'un club de basket-ball, le Elitzur Netanya qui évolue en 2e division du championnat national.
En baseball, la ville est représentée en Ligue israélienne par les Netanya Tigers. 
Netanya accueille également le championnat du monde de surf « Seat Pro ».

## Jumelages
La ville de Netanya est jumelée avec les villes suivantes :
- Bournemouth (Royaume-Uni)
- Cincinnati (États-Unis) depuis 2000
- Côme (Italie) (Italie)
- Dortmund (Allemagne)
- Freetown (Sierra Leone)
- Giessen (Allemagne)
- Gold Coast (Australie)
- Acapulco (Mexique)
- Nice (France)
- Sarcelles (France)
- Siófok (Hongrie)
- Stavanger (Norvège)
- Sunny Isles Beach (États-Unis)
- Xiamen (Chine)
- Yessud Haméala (Israël)